# Eduardo Moscovis
Carlos Eduardo de Andrade, más conocido como Eduardo Moscovis (Río de Janeiro, 8 de junio de 1968), es un actor brasileño.
Su único trabajo fuera de la Rede Globo, fue la novela As Pupilas do Senhor Reitor. Él actuó como el protagonista Daniel, pareja romántica de Débora Bloch (también el único trabajo de la actriz fuera de Globo). La novela fue un gran éxito de audiencia, gracias al capricho y al buen guion de Julio Diniz. Con sus actuaciones, Moscovis ha ganado más fama de galán y de buen muchacho.
Hijo de Sevasti y Wernor de Andrade. Estuvo casado con Roberta Richard entre 1995 y 2002, con quien tiene dos hijas: Gabriela, nacida en 1999, y Sofía, nacida en 2001. En marzo del 2007 se casa con Cynthia Howlett casada con quien tiene una hija llamada Manuela, nacida en abril de 2007.

## Televisión
| Año  | Título                      | Personaje                   |
| ---- | --------------------------- | --------------------------- |
| 1989 | Top Model                   | Vendedor                    |
| 1992 | Pedra Sobre Pedra           | Tibor                       |
| 1993 | Mujeres de arena            | Tito Belo                   |
| 1994 | A Madona de Cedro           | Delfino Montiel             |
| 1994 | As Pupilas do Senhor Reitor | Daniel                      |
| 1996 | Anjo de Mim                 | Wagner                      |
| 1997 | Por Amor                    | Fernando Gonzaga (Nando)    |
| 1998 | Pecado Capital              | José Carlos Moreno (Carlão) |
| 2000 | El clavel y la rosa         | Julian Petruchio            |
| 2002 | Deseos de mujer             | Francisco Maia (Chico)      |
| 2002 | Pastores da Noite           | Cabo Martim                 |
| 2003 | Kubanacan                   | Rodrigo Arrabal             |
| 2004 | Señora del destino          | Reginaldo Ferreira da Silva |
| 2005 | Alma gemela                 | Rafael Souza                |
| 2008 | Alice                       | Lourenço Marques            |
| 2010 | As Cariocas                 | Armando                     |
| 2014 | Questão de Família          | Pedro Fernandes             |
| 2015 | Reglas del juego            | Orlando                     |
| 2020 | Buenos días, Verônica       | Claudio Antunes Brandaõ     |

## Cine
| Año  | Título            | Personaje     | Nota(s)             |
| ---- | ----------------- | ------------- | ------------------- |
| 1996 | La casa de azúcar |               | película inconclusa |
| 1999 | Tarzán            | Tarzán adulto | Doblaje portugués   |

## Premios y nominaciones
- Premio Contigo! - Mejor pareja romántica

1997 - Por Amor - Fernando Gonzaga (Nando) con Carolina Ferraz (Milena)
- Trofeo de Internet (SBT) - Mejor actor

2000 - El clavel y la rosa - Julian Petruchio